# Advanta Championships of Philadelphia 1997
Advanta Championships 1997 of Philadelphia — жіночий тенісний турнір, що проходив на закритих кортах з килимовим покриттям Павільйону Віллановського університету у Вілланові (США). Належав до турнірів 2-ї категорії в рамках Туру WTA 1997. Відбувсь уп'ятнадцяте і тривав з 10 до 16 листопада 1997 року. Перша сіяна Мартіна Хінгіс здобула титул в одиночному розряді.

## Фінальна частина

### Одиночний розряд
Мартіна Хінгіс —  Ліндсі Девенпорт 7–5, 6–7, 7–6
- Для Хінгіс це був 20-й титул за сезон і 26-й — за кар'єру.

### Парний розряд
Ліза Реймонд /  Ренне Стаббс —  Ліндсі Девенпорт /  Яна Новотна 6–3, 7–5
- Для Реймонд це був 2-й титул за сезон і 8-й — за кар'єру. Для Стаббс це був 2-й титул за сезон і 13-й — за кар'єру.